# Pantylidae
De Pantylidae zijn een familie van uitgestorven lepospondyle amfibieën en wordt vaak beschouwd als een zustergroep van de familie Tuditanidae. De familie bevat de twee geslachten Pantylus en Stegotretus, terwijl een derde, Sparodus, hier soms ook wordt geplaatst.
Ze hadden grote koppen en waren aangepast aan het pletten van hard voedsel.